# Pterinochilus
Pterinochilus je rodem sklípkanů, pavouků z čeledi sklípkanovitých. Deset dosud popsaných druhů obývá oblasti východní, střední a jižní Afriky. První popsaný druh P. vorax objevil zoolog Reginald Innes Pocock

## Druhy
V dubnu 2017 World Spider Catalog přijímá následující druhy:
- Pterinochilus alluaudi Berland, 1914 – Keňa
- Pterinochilus andrewsmithi Gallon, 2009 – Keňa
- Pterinochilus chordatus (Gerstäcker, 1873) – východní Afrika
- Pterinochilus cryptus Gallon, 2008 – Angola
- Pterinochilus lapalala Gallon & Engelbrecht, 2011 – jižní Afrika
- Pterinochilus lugardi Pocock, 1900 – jižní Afrika, východní Afrika
- Pterinochilus murinus Pocock, 1897 – Angola, střední, východní a jižní Afrika
- Pterinochilus raygabrieli Gallon, 2009 – Keňa
- Pterinochilus simoni Berland, 1917 – Angola, Kongo
- Pterinochilus vorax Pocock, 1897 – Angola, střední, východní Afrika